# Ulica Nowy Świat we Wrocławiu

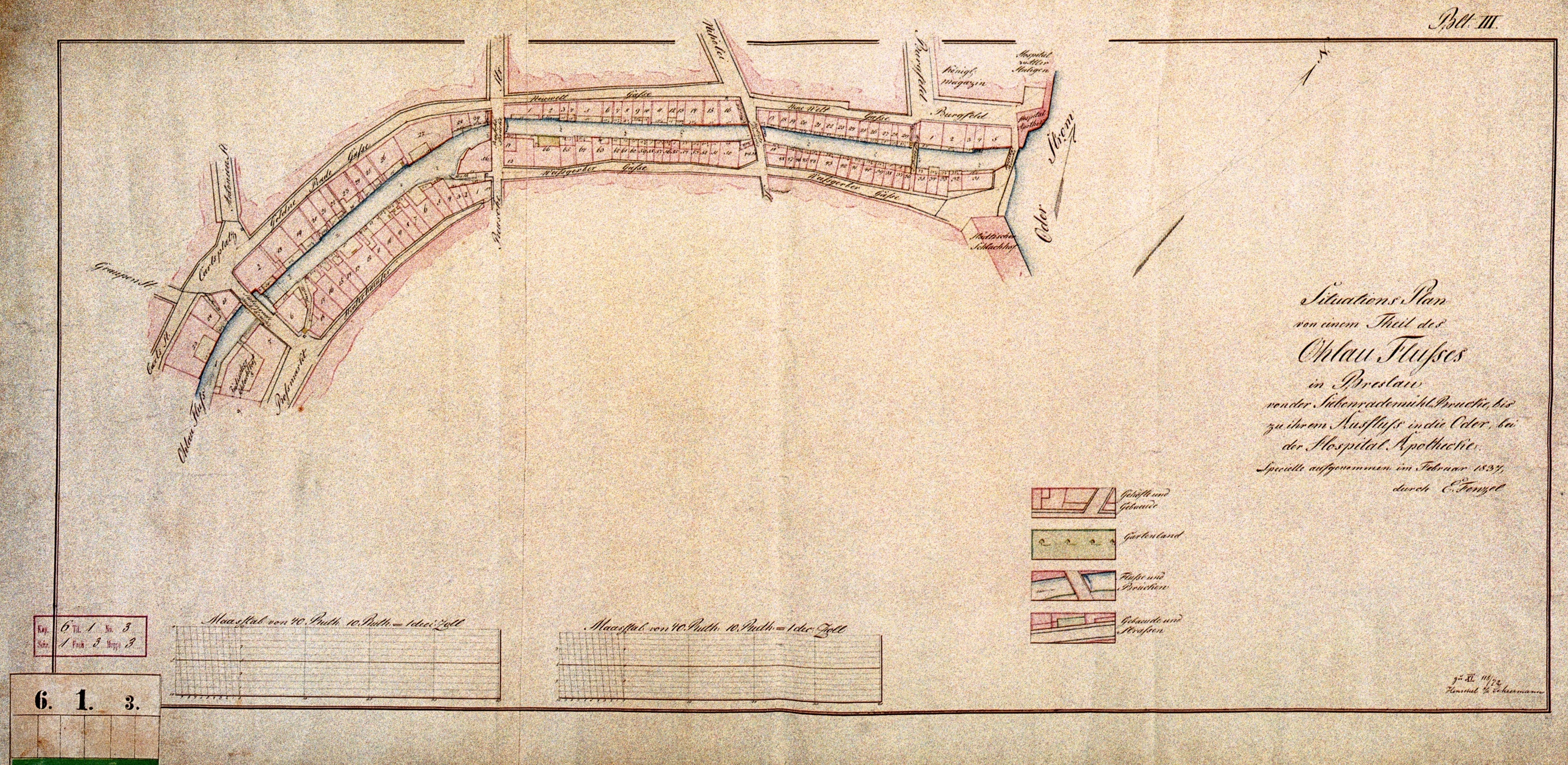
Mapa Czarnej Oławy w 1837: Neue Welt Gasse pomiędzy Reusche Str. a Burgfeld

Ulica Nowy Świat – ulica we Wrocławiu, biegnąca niegdyś wzdłuż krawędzi zewnętrznej (północno-zachodniej) Czarnej Oławy (fosy miejskiej wewnętrznej) na odcinku pomiędzy dzisiejszymi ulicami Ruską na południu a ulicą Cieszyńskiego na północy, pośrodku przecięta ulicą św. Mikołaja.
Istnienie drogi w tym miejscu wzmiankowane było już w roku 1324, przy czym odcinek północny (od św. Mikołaja do Cieszyńskiego) nazywany był w 1345 roufegasse (później Reiffergasse), a południowy nie miał nazwy. W roku 1411 na parceli położonej w południowo-zachodnim narożniku skrzyżowania z ulicą św. Mikołaja wybudowany został szpital dziecięcy – Szpital Bożego Grobu; jego budynek, po licznych w ciągu minionych sześciu stuleci remontach, przebudowach i adaptacjach zachował się do dzisiaj. W wieku XVI bezimienny odcinek dzisiejszego Nowego Światu nazywany był aufm graben bey der clausen, potem nazwa przekształciła się w Clausgraben i Clausgasse. W 1702 dom znajdujący się na posesji nr 44 nazwany został Neue Welt ("Nowy Świat"), po czym od 1726 Clausgasse nazywana zamiennie była Neue Welt Gasse. Po 1824 nazwą tą określano już obydwa odcinki tej uliczki – zarówno północny, jak i południowy.
Posesje przy Neue Welt Gasse (dosłownie "Zaułek Nowy Świat") normalną mieszczańską zabudowę miały od jej zachodniej strony: po przeciwnej stronie uliczki, bezpośrednio przy wodach Czarnej Oławy znajdowały się głównie zabudowania pomocnicze i gospodarcze przyporządkowane posesjom z naprzeciwka. Przedłużeniem Nowego Światu na jego południowym końcu był zaułek Złote Koło, natomiast po przeciwnej stronie Czarnej Oławy (na wschód od Nowego Światu, od strony centrum miasta) równolegle przebiegała Weißgerbergasse ("Zaułek Białoskórniczy", dziś ulica Białoskórnicza)
Po epidemii cholery w 1866 Czarną Oławę zasypano; na jej miejscu powstał nowy zaułek, nazwany na swoim północnym odcinku Weißgerber Ohle ("Oława Białoskórnicza"), a na południowym – Reussen Ohle ("Oława Ruska"). Oblężenie Festung Breslau pod koniec II wojny światowej sprawiło znaczne uszkodzenia kamieniczek znajdujących się w tej okolicy; ale część z nich przetrwała jeszcze dwa następne dziesięciolecia. Później zabudowę Nowego Świata zrównano z ziemią (tak jak Oławy Białoskórniczej i Ruskiej, która po wojnie uzyskała nazwę Zaułka Ruskiego), a przy północnym jej odcinku, po stronie zachodniej (między ul. Cieszyńskiego a św. Mikołaja) wybudowano pięciokondygnacyjny budynek mieszkalny z wielkiej płyty (posesje nr 32, 34, 36, 38 i 40). Nieco później, w latach siedemdziesiątych, przeprowadzono na tym miejscu dwujezdniową wrocławską trasę średnicową, likwidując przy tym jeszcze część pozostałości po zabudowie ulicy Białoskórniczej i Złotego Koła.
Zachodnia jezdnia trasy średnicowej przebiega w przybliżeniu po trasie dawnego Nowego Światu i na północnym swym odcinku nosi tę historyczną nazwę. Podczas budowy tej trasy przeprowadzono połączenie Nowego Światu od skrzyżowania z Cieszyńskiego w kierunku północno-wschodnim, łącząc to skrzyżowanie z ulicą Grodzką. Połączenie to otrzymało także nazwę Nowy Świat, tak że dziś ulica ta kończy się przy moście Pomorskim i liczy łącznie około 400 metrów.